# Circoscrizione Lazio 1
La circoscrizione Lazio 1 è una circoscrizione elettorale italiana per l'elezione della Camera dei deputati.

## Storia e territorio
La circoscrizione venne istituita dalla legge Mattarella (legge 4 agosto 1993, n. 277) e nacque per scorporo dalla precedente circoscrizione Roma-Viterbo-Latina-Frosinone (o collegio di Roma) in vigore per tutte le elezioni politiche in Italia dal 1948 al 1992. Fu confermata nelle successive legge Calderoli (legge 21 dicembre 2005, n. 270) e legge Rosato (legge 3 novembre 2017, n. 165).
Il territorio della circoscrizione coincide alla gran parte, Roma inclusa, della città metropolitana di Roma Capitale (fino al 2015 provincia di Roma) nella regione Lazio. Fino al 2017 comprendeva invece l'intera città metropolitana.

## Dal 1993 al 2005

### Collegi uninominali
| Mappa | Collegio                        | Comuni |
| ----- | ------------------------------- | --- |
|       | 1. Roma Centro                  | - Parte di Roma - Borgo - Campitelli - Campo Marzio - Castro Pretorio - Celio - Colonna - Esquilino - Ludovisi - Monti - Parione - Pigna - Ponte - Regola - Ripa - Sallustiano - San Saba - Sant'Angelo - Sant'Eustachio - Trastevere - Trevi |
|       | 2. Roma-Trieste                 | - Parte di Roma - Parioli - Pinciano - Salario - Trieste |
|       | 3. Roma-Val Melaina             | - Parte di Roma - Castel Giubileo - Marcigliana - San Basilio - Settecamini - Tor San Giovanni - Val Melaina |
|       | 4. Roma-Monte Sacro             | - Parte di Roma - Monte Sacro - Nomentano |
|       | 5. Roma-Pietralata              | - Parte di Roma - Casal Boccone - Monte Sacro Alto - Pietralata - Ponte Mammolo |
|       | 6. Roma-Prenestino-Labicano     | - Parte di Roma - Prenestino-Labicano - Tiburtino |
|       | 7. Roma-Collatino               | - Parte di Roma - Collatino - Tor Cervara - Tor Sapienza |
|       | 8. Roma-Torre Angela            | - Parte di Roma - Acqua Vergine - Borghesiana - Lunghezza - San Vittorino - Torre Angela |
|       | 9. Roma-Prenestino-Centocelle   | - Parte di Roma - Alessandrino - Prenestino-Centocelle - Torre Spaccata |
|       | 10. Roma-Tuscolano              | - Parte di Roma - Tuscolano |
|       | 11. Roma-Don Bosco              | - Parte di Roma - Appio Claudio - Capannelle - Don Bosco |
|       | 12. Roma-Ciampino               | - Parte di Roma - Aeroporto di Ciampino - Casal Morena - Torre Gaia - Torre Maura - Torrenova - Ciampino |
|       | 13. Roma-Appio Latino           | - Parte di Roma - Appio Latino - Appio-Pignatelli - Castel di Leva - Cecchignola - Tor de' Cenci - Torricola - Vallerano |
|       | 14. Roma-Ardeatino              | - Parte di Roma - Ardeatino - Fonte Ostiense - Giuliano-Dalmata |
|       | 15. Roma-Ostiense               | - Parte di Roma - Eur - Mezzocammino - Ostiense - Tor di Valle - Torrino |
|       | 16. Roma-Lido di Ostia          | - Parte di Roma - Casal Palocco - Castel di Decima - Castel Fusano - Castel Porziano - Lido di Castel Fusano - Lido di Ostia Levante - Lido di Ostia Ponente |
|       | 17. Roma-Fiumicino              | - Parte di Roma - Acilia Nord - Acilia Sud - Castel di Guido - Fregene - Isola Sacra - La Pisana - Maccarese Nord - (parte di Roma) - Maccarese Sud - Magliana Vecchia - Ostia Antica - Palidoro - Ponte Galeria - Santa Maria di Galeria - Torrimpietra - Fiumicino |
|       | 18. Roma-Portuense              | - Parte di Roma - Portuense - Testaccio |
|       | 19. Roma-Zona Sub. Gianicolense | - Parte di Roma - Suburbio Aurelio - Suburbio Gianicolense - Suburbio Portuense |
|       | 20. Roma-Gianicolense           | - Parte di Roma - Gianicolense |
|       | 21. Roma-Trionfale              | - Parte di Roma - Aurelio - Trionfale |
|       | 22. Roma-Tomba di Nerone        | - Parte di Roma - Casalotti - Cesano - Grottarossa - Isola Farnese - La Giustiniana - La Storta - (parte di Roma): - Labaro - Polline-Martignano - Prima Porta - Tomba di Nerone - Tor di Quinto |
|       | 23. Roma-Primavalle             | - Parte di Roma - Ottavia - Primavalle - Suburbio Trionfale |
|       | 24. Roma-Della Vittoria         | - Parte di Roma - Quartiere Della Vittoria - Suburbio Della Vittoria - Flaminio - Prati - Tor di Quinto |
|       | 25. Civitavecchia               | - Allumiere - Canale Monterano - Cerveteri - Civitavecchia - Ladispoli - Manziana - Santa Marinella - Tolfa |
|       | 26. Monterotondo                | - Anguillara Sabazia - Bracciano - Campagnano di Roma - Capena - Castelnuovo di Porto - Civitella San Paolo - Fiano Romano - Filacciano - Formello - Magliano Romano - Mazzano Romano - Monterotondo - Morlupo - Nazzano - Ponzano Romano - Riano - Rignano Flaminio - Sacrofano - Sant'Oreste - Torrita Tiberina - Trevignano Romano |
|       | 27. Guidonia Montecelio         | - Fonte Nuova - Guidonia Montecelio - Marcellina - Mentana - Monteflavio - Montelibretti - Montorio Romano - Moricone - Nerola - Palombara Sabina - Sant'Angelo Romano |
|       | 28. Tivoli                      | - Affile - Agosta - Anticoli Corrado - Arcinazzo Romano - Arsoli - Bellegra - Camerata Nuova - Canterano - Capranica Prenestina - Casape - Castel Madama - Cerreto Laziale - Cervara di Roma - Ciciliano - Cineto Romano - Gerano - Jenne - Licenza - Mandela - Marano Equo - Olevano Romano - Percile - Pisoniano - Poli - Riofreddo - Rocca Canterano - Rocca di Cave - Roccagiovine - Rocca Santo Stefano - Roiate - Roviano - Sambuci - San Gregorio da Sassola - San Polo dei Cavalieri - San Vito Romano - Saracinesco - Subiaco - Tivoli - Vallepietra - Vallinfreda - Vicovaro - Vivaro Romano |
|       | 29. Colleferro                  | - Artena - Carpineto Romano - Castel San Pietro Romano - Cave - Colleferro - Gallicano nel Lazio - Gavignano - Genazzano - Gorga - Labico - Lariano - Montelanico - Palestrina - Segni - Valmontone - Zagarolo |
|       | 30. Marino                      | - Castel Gandolfo - Colonna - Frascati - Grottaferrata - Marino - Monte Compatri - Monte Porzio Catone - Rocca di Papa - Rocca Priora - San Cesareo |
|       | 31. Velletri                    | - Albano Laziale - Ariccia - Genzano di Roma - Lanuvio - Nemi - Velletri |
|       | 32. Pomezia                     | - Anzio - Ardea - Nettuno - Pomezia |

### XII legislatura

#### Risultati elettorali
| Coalizioni                                     | Liste                                          | Proporzionale | Proporzionale | Proporzionale | Maggioritario | Maggioritario | Maggioritario |
| Coalizioni                                     | Liste                                          | Voti          | %             | Seggi         | Voti          | %             | Seggi         |
| ---------------------------------------------- | ---------------------------------------------- | ------------- | ------------- | ------------- | ------------- | ------------- | ------------- |
| Polo del Buon Governo                          | Alleanza Nazionale                             | 708.169       | 25,97         | 1             | 1.266.561     | 47,35         | 29            |
| Polo del Buon Governo                          | Forza Italia                                   | 525.066       | 19,25         | -             | 1.266.561     | 47,35         | 29            |
| Progressisti                                   | Partito Democratico della Sinistra             | 663.724       | 24,34         | 4             | 1.065.095     | 39,82         | 3             |
| Progressisti                                   | Rifondazione Comunista                         | 173.312       | 6,35          | 2             | 1.065.095     | 39,82         | 3             |
| Progressisti                                   | Federazione dei Verdi                          | 95.815        | 3,51          | -             | 1.065.095     | 39,82         | 3             |
| Progressisti                                   | Alleanza Democratica                           | 45.596        | 1,67          | -             | 1.065.095     | 39,82         | 3             |
| Progressisti                                   | Partito Socialista Italiano                    | 36.621        | 1,34          | -             | 1.065.095     | 39,82         | 3             |
| Progressisti                                   | La Rete                                        | 23.287        | 0,85          | -             | 1.065.095     | 39,82         | 3             |
| Patto per l'Italia                             | Partito Popolare Italiano                      | 172.680       | 6,33          | 1             | 298.939       | 11,18         | -             |
| Patto per l'Italia                             | Patto Segni                                    | 153.674       | 5,63          | 2             | 298.939       | 11,18         | -             |
| Lista Pannella - Riformatori                   | Lista Pannella - Riformatori                   | 108.552       | 3,98          | -             | 23.240        | 0,87          | -             |
| Socialdemocrazia per le Libertà                | Socialdemocrazia per le Libertà                | 9.375         | 0,34          | -             | N.D.          | N.D.          | N.D.          |
| Partito della Legge Naturale                   | Partito della Legge Naturale                   | 6.024         | 0,22          | -             | N.D.          | N.D.          | N.D.          |
| Movimento Europeo Liberale Cristiano           | Movimento Europeo Liberale Cristiano           | 2.745         | 0,10          | -             | 4.858         | 0,18          | -             |
| Alleanza per i Castelli                        | Alleanza per i Castelli                        | 2.737         | 0,10          | -             | 7.746         | 0,29          | -             |
| Verdi Federalisti                              | Verdi Federalisti                              | N.D.          | N.D.          | N.D.          | 3.705         | 0,14          | -             |
| Movimento Autonomo di Solidarietà e Democrazia | Movimento Autonomo di Solidarietà e Democrazia | N.D.          | N.D.          | N.D.          | 3.449         | 0,13          | -             |
| Vivere Insieme                                 | Vivere Insieme                                 | N.D.          | N.D.          | N.D.          | 1.111         | 0,04          | -             |
| Totale                                         | Totale                                         | 2.727.377     |               | 10            | 2.674.704     |               | 32            |

#### Eletti

##### Parte proporzionale
| Alleanza Nazionale | Partito Democratico della Sinistra                                        | Rifondazione Comunista                    | Partito Popolare Italiano | Patto Segni                                |
| ------------------ | ------------------------------------------------------------------------- | ----------------------------------------- | ------------------------- | ------------------------------------------ |
|                    |                                                                           |                                           |                           |                                            |
| - Lia Bracci       | - Sesa Amici - Carole Beebe Tarantelli - Vincenzo Visco - Roberto Sciacca | - Famiano Crucianelli - Gabriella Pistone | - Rocco Buttiglione       | - Carla Mazzuca Poggiolini - Mario Soldani |

##### Parte maggioritaria
Eletti nel Polo del Buon Governo (FI - LN - CCD - UdC - PLD)
     Eletti nei Progressisti (PDS - PRC - FdV - PSI - Rete - AD)
| Collegio                   | Deputato | Deputato                 | Partito |
| -------------------------- | -------- | ------------------------ | ------- |
| Roma Centro                |          | Silvio Berlusconi        |         |
| Roma Trieste               |          | Publio Fiori             |         |
| Roma Val Melaina           |          | Fabrizio Sacerdoti       |         |
| Roma Monte Sacro           |          | Fabrizio Del Noce        |         |
| Roma Pietralata            |          | Giovanni Maelli          |         |
| Roma Prenestino Labicano   |          | Massimo Scalia           |         |
| Roma Collatino             |          | Antonio Mazzocchi        |         |
| Roma Torre Angela          |          | Pietro Di Muccio         |         |
| Roma Prenestino Centocelle |          | Stefano Gaggioli         |         |
| Roma Tuscolano             |          | Gustavo Selva            |         |
| Roma Don Bosco             |          | Onorio Antonio Corlesimo |         |
| Roma Ciampino              |          | Maurizio Gasparri        |         |
| Roma Appio Latino          |          | Domenico Gramazio        |         |
| Roma Ardeatino             |          | Luciano Ciocchetti       |         |
| Roma Ostiense              |          | Luigi Muratori           |         |
| Roma Lido di Ostia         |          | Teodoro Buontempo        |         |
| Roma Fiumicino             |          | Mario Baccini            |         |
| Roma Portuense             |          | Giovanna Melandri        |         |
| Roma Suburbio Gianicolense |          | Gianni Alemanno          |         |
| Roma Gianicolense          |          | Maurizio Bertucci        |         |
| Roma Trionfale             |          | Francesco Storace        |         |
| Roma Tomba di Nerone       |          | Enzo Savarese            |         |
| Roma Primavalle            |          | Adolfo Urso              |         |
| Roma Della Vittoria        |          | Gianfranco Fini          |         |
| Civitavecchia              |          | Paolo Becchetti          |         |
| Monterotondo               |          | Riccardo Calleri         |         |
| Guidonia Montecelio        |          | Vittorio Messa           |         |
| Tivoli                     |          | Andrea Agnaletti         |         |
| Colleferro                 |          | Ugo Cecconi              |         |
| Marino                     |          | Mario Masini             |         |
| Velletri                   |          | Gino Settimi             |         |
| Pomezia                    |          | Michele Caccavale        |         |

### XIII legislatura

#### Risultati elettorali
| Coalizioni            | Liste                              | Proporzionale | Proporzionale | Proporzionale | Maggioritario | Maggioritario | Maggioritario |
| Coalizioni            | Liste                              | Voti          | %             | Seggi         | Voti          | %             | Seggi         |
| --------------------- | ---------------------------------- | ------------- | ------------- | ------------- | ------------- | ------------- | ------------- |
| Polo per le Libertà   | Alleanza Nazionale                 | 817.622       | 30,88         | 5             | 1.243.244     | 47,58         | 11            |
| Polo per le Libertà   | Forza Italia                       | 353.897       | 13,37         | 1             | 1.243.244     | 47,58         | 11            |
| Polo per le Libertà   | CCD-CDU                            | 100.434       | 3,79          | -             | 1.243.244     | 47,58         | 11            |
| L'Ulivo               | Partito Democratico della Sinistra | 658.593       | 24,87         | 1             | 1.202.426     | 46,02         | 21            |
| L'Ulivo               | Rinnovamento Italiano              | 128.413       | 4,85          | 1             | 1.202.426     | 46,02         | 21            |
| L'Ulivo               | Popolari per Prodi                 | 122.500       | 4,63          | -             | 1.202.426     | 46,02         | 21            |
| L'Ulivo               | Federazione dei Verdi              | 69.473        | 2,62          | -             | 1.202.426     | 46,02         | 21            |
| Progressisti          | Rifondazione Comunista             | 285.348       | 10,78         | 2             | 73.012        | 2,79          | -             |
| Lista Pannella-Sgarbi | Lista Pannella-Sgarbi              | 63.540        | 2,40          | -             | N.D.          | N.D.          | N.D.          |
| Fiamma Tricolore      | Fiamma Tricolore                   | 30.746        | 1,16          | -             | 86.051        | 3,29          | -             |
| Partito Socialista    | Partito Socialista                 | 14.248        | 0,54          | -             | 2.950         | 0,11          | -             |
| Partito Umanista      | Partito Umanista                   | 3.006         | 0,11          | -             | 5.193         | 0,20          | -             |
| Totale                | Totale                             | 2.647.820     |               | 10            | 2.612.876     |               | 32            |

#### Eletti

##### Parte proporzionale
| Alleanza Nazionale                                                                             | Partito Democratico della Sinistra | Forza Italia        | Rifondazione Comunista                  | Rinnovamento Italiano |
| ---------------------------------------------------------------------------------------------- | ---------------------------------- | ------------------- | --------------------------------------- | --------------------- |
|                                                                                                |                                    |                     |                                         |                       |
| - Gianni Alemanno - Maurizio Gasparri - Domenico Gramazio - Antonio Mazzocchi - Livio Proietti | - Claudia Mancina                  | - Alberto Michelini | - Walter De Cesaris - Gabriella Pistone | - Augusto Fantozzi    |

##### Parte maggioritaria
Eletti nell'Ulivo (PDS - P-S-P-U-P - RI - FdV)
     Eletti nel Polo per le Libertà (FI - AN - CCD-CDU)
| Collegio                   | Deputato | Deputato            | Partito   |
| -------------------------- | -------- | ------------------- | --------- |
| Roma Centro                |          | Walter Veltroni     | PDS       |
| Roma Trieste               |          | Publio Fiori        | AN        |
| Roma Val Melaina           |          | Mauro Cutrufo       | PPI       |
| Roma Monte Sacro           |          | Ennio Parrelli      | PDS       |
| Roma Pietralata            |          | Angelo Sanza        | CDU       |
| Roma Prenestino Labicano   |          | Massimo Scalia      | FdV       |
| Roma Collatino             |          | Carlo Leoni         | PDS       |
| Roma Torre Angela          |          | Massimo Pompili     | PDS       |
| Roma Prenestino Centocelle |          | Giorgio Pasetto     | PPI       |
| Roma Tuscolano             |          | Enzo Ceremigna      | RI (SI)   |
| Roma Don Bosco             |          | Augusto Battaglia   | PDS       |
| Roma Ciampino              |          | Willer Bordon       | UD (AD)   |
| Roma Appio Latino          |          | Domenico Volpini    | PPI       |
| Roma Ardeatino             |          | Marcella Lucidi     | PDS (CS)  |
| Roma Ostiense              |          | Andrea Guarino      | RI        |
| Roma Lido di Ostia         |          | Teodoro Buontempo   | AN        |
| Roma Fiumicino             |          | Mario Baccini       | CCD       |
| Roma Portuense             |          | Giovanna Melandri   | PDS       |
| Roma Suburbio Gianicolense |          | Paolo Cento         | FdV       |
| Roma Gianicolense          |          | Antonio Ruberti     | PDS       |
| Roma Trionfale             |          | Francesco Storace   | AN        |
| Roma Tomba di Nerone       |          | Cesare Previti      | FI        |
| Roma Primavalle            |          | Roberto Sciacca     | PDS (MCU) |
| Roma Della Vittoria        |          | Gianfranco Fini     | AN        |
| Civitavecchia              |          | Paolo Becchetti     | FI        |
| Monterotondo               |          | Angelo Fredda       | PDS       |
| Guidonia Montecelio        |          | Vittorio Messa      | AN        |
| Tivoli                     |          | Fabio Ciani         | UD (AD)   |
| Colleferro                 |          | Angelo Santori      | FI        |
| Marino                     |          | Vincenzo Maria Vita | PDS       |
| Velletri                   |          | Gino Settimi        | PDS       |
| Pomezia                    |          | Enzo Savarese       | FI        |

### XIV legislatura

#### Risultati elettorali
| Coalizioni               | Liste                    | Proporzionale | Proporzionale | Proporzionale | Maggioritario | Maggioritario | Maggioritario |
| Coalizioni               | Liste                    | Voti          | %             | Seggi         | Voti          | %             | Seggi         |
| ------------------------ | ------------------------ | ------------- | ------------- | ------------- | ------------- | ------------- | ------------- |
| Casa delle Libertà       | Forza Italia             | 601.622       | 23,70         | 2             | 1.172.610     | 46,62         | 13            |
| Casa delle Libertà       | Alleanza Nazionale       | 543.740       | 21,42         | 2             | 1.172.610     | 46,62         | 13            |
| Casa delle Libertà       | CCD-CDU                  | 51.610        | 2,03          | -             | 1.172.610     | 46,62         | 13            |
| Casa delle Libertà       | Nuovo PSI                | 17.509        | 0,69          | -             | 1.172.610     | 46,62         | 13            |
| Casa delle Libertà       | Lega Nord                | 3.007         | 0,12          | -             | 1.172.610     | 46,62         | 13            |
| L'Ulivo                  | La Margherita            | 472.297       | 18,60         | 2             | 1.198.282     | 47,64         | 19            |
| L'Ulivo                  | Democratici di Sinistra  | 453.771       | 17,87         | 3             | 1.198.282     | 47,64         | 19            |
| L'Ulivo                  | Il Girasole              | 41.429        | 1,63          | -             | 1.198.282     | 47,64         | 19            |
| L'Ulivo                  | Comunisti Italiani       | 31.458        | 1,24          | -             | 1.198.282     | 47,64         | 19            |
| Rifondazione Comunista   | Rifondazione Comunista   | 135.176       | 5,32          | 1             | N.D.          | N.D.          | N.D.          |
| Italia dei Valori        | Italia dei Valori        | 62.359        | 2,46          | -             | 62.915        | 2,50          | -             |
| Lista Emma Bonino        | Lista Emma Bonino        | 50.704        | 2,00          | -             | 47.948        | 1,91          | -             |
| Democrazia Europea       | Democrazia Europea       | 43.048        | 1,70          | -             | 26.234        | 1,04          | -             |
| Fiamma Tricolore         | Fiamma Tricolore         | 16.379        | 0,65          | -             | 6.202         | 0,25          | -             |
| Fronte Sociale Nazionale | Fronte Sociale Nazionale | 11.351        | 0,45          | -             | 995           | 0,04          | -             |
| Paese Nuovo              | Paese Nuovo              | 2.444         | 0,10          | -             | N.D.          | N.D.          | N.D.          |
| Abolizione Scorporo      | Abolizione Scorporo      | 994           | 0,04          | -             | N.D.          | N.D.          | N.D.          |
| Totale                   | Totale                   | 2.538.898     |               | 10            | 2.515.186     |               | 32            |

#### Eletti

##### Parte proporzionale
| Forza Italia                     | Alleanza Nazionale                   | La Margherita                        | Democratici di Sinistra                                  | Rifondazione Comunista |
| -------------------------------- | ------------------------------------ | ------------------------------------ | -------------------------------------------------------- | ---------------------- |
|                                  |                                      |                                      |                                                          |                        |
| - Mario Pescante - Non assegnato | - Donato Lamorte - Giulio Maceratini | - Stefano Cusumano - Rino Piscitello | - Goffredo Bettini - Margherita Coluccini - Silvana Pisa | - Elettra Deiana       |

##### Parte maggioritaria
Eletti nella Casa delle Libertà (FI - AN - CCD-CDU - NPSI)
     Eletti nell'Ulivo (DS - DL - Il Girasole - PdCI)
| Collegio                   | Deputato            | Deputato               | Partito  |
| -------------------------- | ------------------- | ---------------------- | -------- |
| Roma Centro                |                     | Giovanna Melandri      | DS       |
| Roma Trieste               |                     | Publio Fiori           | AN       |
| Roma Val Melaina           |                     | Carla Rocchi           | FdV      |
| Roma Monte Sacro           |                     | Franco Angioni         | DS       |
| Roma Pietralata            |                     | Gabriella Pistone      | PdCI     |
| Roma Prenestino Labicano   |                     | Francesco Rutelli      | DL (Dem) |
| Roma Collatino             |                     | Carlo Leoni            | DS       |
| Roma Torre Angela          |                     | Paolo Ricciotti        | FI       |
| Roma Prenestino Centocelle |                     | Giorgio Pasetto        | DL (PPI) |
| Roma Tuscolano             |                     | Enzo Ceremigna         | SDI      |
| Roma Don Bosco             |                     | Augusto Battaglia      | DS       |
| Roma Don Bosco             | Michele Pompeo Meta | DS                     |          |
| Roma Ciampino              |                     | Antonio Rugghia        | DS       |
| Roma Appio Latino          |                     | Domenico Volpini       | DL (PPI) |
| Roma Ardeatino             |                     | Marcella Lucidi        | DS       |
| Roma Ostiense              |                     | Riccardo Milana        | DL (Dem) |
| Roma Lido di Ostia         |                     | Teodoro Buontempo      | AN       |
| Roma Fiumicino             |                     | Mario Baccini          | CCD      |
| Roma Portuense             |                     | Olga D'Antona          | DS       |
| Roma Suburbio Gianicolense |                     | Donato Renato Mosella  | DL (Dem) |
| Roma Gianicolense          |                     | Walter Tocci           | DS       |
| Roma Trionfale             |                     | Gianni Alemanno        | AN       |
| Roma Tomba di Nerone       |                     | Cesare Previti         | FI       |
| Roma Primavalle            |                     | Roberto Sciacca        | DS       |
| Roma Della Vittoria        |                     | Gianfranco Fini        | AN       |
| Civitavecchia              |                     | Pietro Tidei           | DS       |
| Monterotondo               |                     | Piero Testoni          | FI       |
| Guidonia Montecelio        |                     | Vittorio Messa         | AN       |
| Tivoli                     |                     | Fabio Ciani            | DL (PPI) |
| Colleferro                 |                     | Angelo Santori         | FI       |
| Marino                     |                     | Mario Masini           | FI       |
| Velletri                   |                     | Mario Pepe             | FI       |
| Pomezia                    |                     | Pier Ferdinando Casini | CCD      |

1. ↑  Eletto in seguito ad elezioni suppletive.

## Dal 2005 al 2017

### XV legislatura

#### Risultati elettorali
|                               | L'Ulivo                                           | 863 332   | 32,71 | 15 |  |  |  |  |  |
|                               | Partito della Rifondazione Comunista              | 209 084   | 7,92  | 4  |  |  |  |  |  |
|                               | Rosa nel Pugno                                    | 73 369    | 2,78  | 1  |  |  |  |  |  |
|                               | Partito dei Comunisti Italiani                    | 69 109    | 2,62  | 1  |  |  |  |  |  |
|                               | Federazione dei Verdi                             | 65 385    | 2,48  | 1  |  |  |  |  |  |
|                               | Italia dei Valori                                 | 53 246    | 2,02  | 1  |  |  |  |  |  |
|                               | Popolari UDEUR                                    | 23 625    | 0,90  | –  |  |  |  |  |  |
|                               | Partito Pensionati                                | 16 025    | 0,61  | –  |  |  |  |  |  |
|                               | I Socialisti                                      | 6 796     | 0,26  | –  |  |  |  |  |  |
|                               | Totale coalizione                                 | 1 379 971 | 52,29 | 23 |  |  |  |  |  |
|                               | Forza Italia                                      | 511 233   | 19,37 | 7  |  |  |  |  |  |
|                               | Alleanza Nazionale                                | 503 674   | 19,08 | 7  |  |  |  |  |  |
|                               | Unione dei Democratici Cristiani e di Centro      | 167 717   | 6,35  | 2  |  |  |  |  |  |
|                               | Alternativa Sociale                               | 25 962    | 0,98  | –  |  |  |  |  |  |
|                               | Fiamma Tricolore                                  | 24 509    | 0,93  | –  |  |  |  |  |  |
|                               | Democrazia Cristiana per le Autonomie – Nuovo PSI | 15 831    | 0,60  | 1  |  |  |  |  |  |
|                               | Lega Nord – MPA                                   | 6 183     | 0,23  | –  |  |  |  |  |  |
|                               | Totale coalizione                                 | 1 255 109 | 47,56 | 17 |  |  |  |  |  |
|                               | Terzo Polo                                        | 4 130     | 0,16  | –  |  |  |  |  |  |
| Totale                        | Totale                                            | 2 639 210 | 100   | 40 |  |  |  |  |  |
|                               |                                                   |           |       |    |  |  |  |  |  |
| Voti non validi               | Voti non validi                                   | 51 429    | 1,91  |    |  |  |  |  |  |
| Votanti                       | Votanti                                           | 2 690 639 | 84,49 |    |  |  |  |  |  |
| Elettori                      | Elettori                                          | 3 184 678 |       |    |  |  |  |  |  |
|                               |                                                   |           |       |    |  |  |  |  |  |
| Fonte: Ministero dell'interno |                                                   |           |       |    |  |  |  |  |  |

#### Eletti
| L'Ulivo | Partito della Rifondazione Comunista                                                                        | Rosa nel Pugno                                                                                      |
| --- | --- | --------------------------------------------------------------------------------------------------- |
| | | |
| - Francesco Rutelli - Giovanna Melandri - Giulio Santagata - Paolo Gentiloni - Michele Pompeo Meta - Carlo Leoni - Roberto Giachetti - Antonio Rugghia - Olga D'Antona - Riccardo Milana - Paolo Gambescia - Walter Tocci - Enzo Carra - Lionello Cosentino - Domenico Volpini | - → Fausto Bertinotti - Vladimir Luxuria - Salvatore Cannavò - Maria Cristina Perugia - Patrizia Sentinelli | - → Emma Bonino - → Enrico Boselli - → Daniele Capezzone - → Roberto Villetti - Rapisardo Antinucci |
| - Francesco Rutelli - Giovanna Melandri - Giulio Santagata - Paolo Gentiloni - Michele Pompeo Meta - Carlo Leoni - Roberto Giachetti - Antonio Rugghia - Olga D'Antona - Riccardo Milana - Paolo Gambescia - Walter Tocci - Enzo Carra - Lionello Cosentino - Domenico Volpini | Partito dei Comunisti Italiani                                                                              | Federazione dei Verdi                                                                               |
| - Francesco Rutelli - Giovanna Melandri - Giulio Santagata - Paolo Gentiloni - Michele Pompeo Meta - Carlo Leoni - Roberto Giachetti - Antonio Rugghia - Olga D'Antona - Riccardo Milana - Paolo Gambescia - Walter Tocci - Enzo Carra - Lionello Cosentino - Domenico Volpini | | |
| - Francesco Rutelli - Giovanna Melandri - Giulio Santagata - Paolo Gentiloni - Michele Pompeo Meta - Carlo Leoni - Roberto Giachetti - Antonio Rugghia - Olga D'Antona - Riccardo Milana - Paolo Gambescia - Walter Tocci - Enzo Carra - Lionello Cosentino - Domenico Volpini | - → Oliviero Diliberto - → Iacopo Venier - Luigi Cancrini                                                   | - → Alfonso Pecoraro Scanio - Angelo Bonelli                                                        |
| - Francesco Rutelli - Giovanna Melandri - Giulio Santagata - Paolo Gentiloni - Michele Pompeo Meta - Carlo Leoni - Roberto Giachetti - Antonio Rugghia - Olga D'Antona - Riccardo Milana - Paolo Gambescia - Walter Tocci - Enzo Carra - Lionello Cosentino - Domenico Volpini | Italia dei Valori                                                                                           | |
| - Francesco Rutelli - Giovanna Melandri - Giulio Santagata - Paolo Gentiloni - Michele Pompeo Meta - Carlo Leoni - Roberto Giachetti - Antonio Rugghia - Olga D'Antona - Riccardo Milana - Paolo Gambescia - Walter Tocci - Enzo Carra - Lionello Cosentino - Domenico Volpini | | |
| - Francesco Rutelli - Giovanna Melandri - Giulio Santagata - Paolo Gentiloni - Michele Pompeo Meta - Carlo Leoni - Roberto Giachetti - Antonio Rugghia - Olga D'Antona - Riccardo Milana - Paolo Gambescia - Walter Tocci - Enzo Carra - Lionello Cosentino - Domenico Volpini | - → Antonio Di Pietro - Federica Rossi Gasparrini                                                           | |

| Forza Italia | Alleanza Nazionale | Unione dei Democratici Cristiani e di Centro                                                                     |
| --- | --- | --- |
| | | |
| - → Silvio Berlusconi - → Antonio Martino - Fabrizio Cicchitto - Mario Pescante - Cesare Previti - Giorgio Simeoni - Mario Pepe - Francesco Maria Giro - Fiorella Ceccacci Rubino | - → Gianfranco Fini - Gianni Alemanno - → Maurizio Gasparri - Giulia Bongiorno - → Teodoro Buontempo - → Donato Lamorte - Antonio Mazzocchi - Giorgia Meloni - Silvano Moffa - Giuseppe Consolo - Francesco Proietti Cosimi | - → Pier Ferdinando Casini - → Lorenzo Cesa - Luciano Ciocchetti - → Luisa Capitanio Santolini - Armando Dionisi |
| - → Silvio Berlusconi - → Antonio Martino - Fabrizio Cicchitto - Mario Pescante - Cesare Previti - Giorgio Simeoni - Mario Pepe - Francesco Maria Giro - Fiorella Ceccacci Rubino | - → Gianfranco Fini - Gianni Alemanno - → Maurizio Gasparri - Giulia Bongiorno - → Teodoro Buontempo - → Donato Lamorte - Antonio Mazzocchi - Giorgia Meloni - Silvano Moffa - Giuseppe Consolo - Francesco Proietti Cosimi | DCA - Nuovo PSI                                                                                                  |
| - → Silvio Berlusconi - → Antonio Martino - Fabrizio Cicchitto - Mario Pescante - Cesare Previti - Giorgio Simeoni - Mario Pepe - Francesco Maria Giro - Fiorella Ceccacci Rubino | - → Gianfranco Fini - Gianni Alemanno - → Maurizio Gasparri - Giulia Bongiorno - → Teodoro Buontempo - → Donato Lamorte - Antonio Mazzocchi - Giorgia Meloni - Silvano Moffa - Giuseppe Consolo - Francesco Proietti Cosimi | |
| - → Silvio Berlusconi - → Antonio Martino - Fabrizio Cicchitto - Mario Pescante - Cesare Previti - Giorgio Simeoni - Mario Pepe - Francesco Maria Giro - Fiorella Ceccacci Rubino | - → Gianfranco Fini - Gianni Alemanno - → Maurizio Gasparri - Giulia Bongiorno - → Teodoro Buontempo - → Donato Lamorte - Antonio Mazzocchi - Giorgia Meloni - Silvano Moffa - Giuseppe Consolo - Francesco Proietti Cosimi | - Massimo Nardi                                                                                                  |

1. ↑  Opta per la circoscrizione Piemonte 2
2. ↑  Opta per la circoscrizione Veneto 2
3. ↑  Opta per la circoscrizione Sicilia 2
4. ↑  Opta per la circoscrizione Sicilia 1
5. ↑  Opta per la circoscrizione Sardegna
6. ↑  Opta per la circoscrizione Sicilia 1
7. ↑  Opta per la circoscrizione Liguria
8. ↑  Opta per la circoscrizione Campania 2
9. ↑  Opta per la circoscrizione Veneto 2
10. ↑  Opta per la circoscrizione Campania 1
11. ↑  Opta per la circoscrizione Sicilia 2
12. ↑  Opta per la circoscrizione Emilia-Romagna
13. ↑  Opta per la circoscrizione Calabria
14. ↑  Opta per la circoscrizione Abruzzo
15. ↑  Opta per la circoscrizione Basilicata
16. ↑  Opta per la circoscrizione Lombardia 1
17. ↑  Opta per la circoscrizione Lombardia 2
18. ↑  Opta per la circoscrizione Umbria

### XVI legislatura

#### Risultati elettorali
|                               | Partito Democratico                   | 981 848   | 39,15 | 16 |  |  |  |  |  |
|                               | Italia dei Valori                     | 114 759   | 4,58  | 2  |  |  |  |  |  |
|                               | Totale coalizione                     | 1 096 607 | 43,73 | 18 |  |  |  |  |  |
|                               | Il Popolo della Libertà               | 1 030 356 | 41,09 | 20 |  |  |  |  |  |
|                               | Movimento per l'Autonomia             | 7 018     | 0,28  | –  |  |  |  |  |  |
|                               | Totale coalizione                     | 1 037 374 | 41,37 | 20 |  |  |  |  |  |
|                               | Unione di Centro                      | 107 526   | 4,29  | 2  |  |  |  |  |  |
|                               | La Sinistra l'Arcobaleno              | 88 818    | 3,54  | –  |  |  |  |  |  |
|                               | La Destra - Fiamma Tricolore          | 85 213    | 3,40  | –  |  |  |  |  |  |
|                               | Forza Nuova                           | 17 738    | 0,71  | –  |  |  |  |  |  |
|                               | Partito Socialista                    | 16 148    | 0,64  | –  |  |  |  |  |  |
|                               | Sinistra Critica                      | 13 878    | 0,55  | –  |  |  |  |  |  |
|                               | Partito Comunista dei Lavoratori      | 12 126    | 0,48  | –  |  |  |  |  |  |
|                               | Associazione per la Difesa della Vita | 11 345    | 0,45  | –  |  |  |  |  |  |
|                               | Per il Bene Comune                    | 7 180     | 0,29  | –  |  |  |  |  |  |
|                               | Unione Democratica per i Consumatori  | 6 410     | 0,26  | –  |  |  |  |  |  |
|                               | Partito Liberale Italiano             | 5 553     | 0,22  | –  |  |  |  |  |  |
|                               | Il Loto                               | 1 797     | 0,07  | –  |  |  |  |  |  |
| Totale                        | Totale                                | 2 507 713 | 100   | 40 |  |  |  |  |  |
|                               |                                       |           |       |    |  |  |  |  |  |
| Voti non validi               | Voti non validi                       | 79 950    | 3,09  |    |  |  |  |  |  |
| Votanti                       | Votanti                               | 2 587 663 | 80,74 |    |  |  |  |  |  |
| Elettori                      | Elettori                              | 3 204 855 |       |    |  |  |  |  |  |
|                               |                                       |           |       |    |  |  |  |  |  |
| Fonte: Ministero dell'interno |                                       |           |       |    |  |  |  |  |  |

#### Eletti
| Il Popolo della Libertà | Partito Democratico | Unione di Centro                                                                    |
| --- | --- | ----------------------------------------------------------------------------------- |
| | |                                                                                     |
| - → Silvio Berlusconi - → Gianfranco Fini - Gianni Alemanno - Fabrizio Cicchitto - Francesco Maria Giro - Giulia Bongiorno - Sestino Giacomoni - Giuseppe Consolo - Mario Pescante - Antonio Mazzocchi - Beatrice Lorenzin - Silvano Moffa - Melania De Nichilo Rizzoli - Francesco Proietti Cosimi - Fiorella Ceccacci Rubino - Vincenzo Piso - Paolo Guzzanti - Giorgio Simeoni - Domenico Di Virgilio - Marco Marsilio - Mariarosaria Rossi - Gianfranco Sammarco | - Marianna Madia - Walter Veltroni - Paolo Gentiloni - Giovanna Melandri - Enrico Gasbarra - Michele Pompeo Meta - Ileana Argentin - Massimo Pompili - Renzo Carella - Roberto Morassut - Roberto Giachetti - Walter Tocci - Maria Coscia - Giovanni Battista Bachelet - Pietro Tidei - Pier Fausto Recchia | - → Pier Ferdinando Casini - Mario Baccini - → Luciano Ciocchetti - Armando Dionisi |
| - → Silvio Berlusconi - → Gianfranco Fini - Gianni Alemanno - Fabrizio Cicchitto - Francesco Maria Giro - Giulia Bongiorno - Sestino Giacomoni - Giuseppe Consolo - Mario Pescante - Antonio Mazzocchi - Beatrice Lorenzin - Silvano Moffa - Melania De Nichilo Rizzoli - Francesco Proietti Cosimi - Fiorella Ceccacci Rubino - Vincenzo Piso - Paolo Guzzanti - Giorgio Simeoni - Domenico Di Virgilio - Marco Marsilio - Mariarosaria Rossi - Gianfranco Sammarco | Italia dei Valori |                                                                                     |
| - → Silvio Berlusconi - → Gianfranco Fini - Gianni Alemanno - Fabrizio Cicchitto - Francesco Maria Giro - Giulia Bongiorno - Sestino Giacomoni - Giuseppe Consolo - Mario Pescante - Antonio Mazzocchi - Beatrice Lorenzin - Silvano Moffa - Melania De Nichilo Rizzoli - Francesco Proietti Cosimi - Fiorella Ceccacci Rubino - Vincenzo Piso - Paolo Guzzanti - Giorgio Simeoni - Domenico Di Virgilio - Marco Marsilio - Mariarosaria Rossi - Gianfranco Sammarco | |                                                                                     |
| - → Silvio Berlusconi - → Gianfranco Fini - Gianni Alemanno - Fabrizio Cicchitto - Francesco Maria Giro - Giulia Bongiorno - Sestino Giacomoni - Giuseppe Consolo - Mario Pescante - Antonio Mazzocchi - Beatrice Lorenzin - Silvano Moffa - Melania De Nichilo Rizzoli - Francesco Proietti Cosimi - Fiorella Ceccacci Rubino - Vincenzo Piso - Paolo Guzzanti - Giorgio Simeoni - Domenico Di Virgilio - Marco Marsilio - Mariarosaria Rossi - Gianfranco Sammarco | - → Antonio Di Pietro - Jean-Léonard Touadi - → Silvana Mura - Leoluca Orlando |                                                                                     |

1. ↑  Opta per la circoscrizione Molise
2. ↑  Opta per la circoscrizione Emilia-Romagna
3. ↑  Dimissionario in data 10.06.2008; subentrante: Annagrazia Calabria
4. ↑  Opta per la circoscrizione Liguria
5. ↑  Opta per la circoscrizione Lazio 2
6. ↑  Opta per la circoscrizione Molise
7. ↑  Opta per la circoscrizione Emilia-Romagna

### XVII legislatura

#### Risultati elettorali
|                               | Partito Democratico              | 656 650   | 27,12 | 21 |  |  |  |  |  |
|                               | Sinistra Ecologia Libertà        | 101 017   | 4,17  | 3  |  |  |  |  |  |
|                               | Centro Democratico               | 7 009     | 0,29  | –  |  |  |  |  |  |
|                               | Totale coalizione                | 764 676   | 31,58 | 24 |  |  |  |  |  |
|                               | Movimento 5 Stelle               | 689 613   | 28,48 | 8  |  |  |  |  |  |
|                               | Il Popolo della Libertà          | 498 904   | 20,61 | 6  |  |  |  |  |  |
|                               | Fratelli d'Italia                | 62 794    | 2,59  | 1  |  |  |  |  |  |
|                               | La Destra                        | 42 638    | 1,76  | –  |  |  |  |  |  |
|                               | Moderati in Rivoluzione          | 3 211     | 0,13  | –  |  |  |  |  |  |
|                               | Lega Nord                        | 3 006     | 0,12  | –  |  |  |  |  |  |
|                               | Intesa Popolare                  | 1 843     | 0,08  | –  |  |  |  |  |  |
|                               | Grande Sud – MPA                 | 1 534     | 0,06  | –  |  |  |  |  |  |
|                               | Totale coalizione                | 613 930   | 25,36 | 7  |  |  |  |  |  |
|                               | Scelta Civica                    | 170 925   | 7,06  | 2  |  |  |  |  |  |
|                               | Unione di Centro                 | 31 385    | 1,30  | 1  |  |  |  |  |  |
|                               | Futuro e Libertà per l'Italia    | 13 125    | 0,54  | –  |  |  |  |  |  |
|                               | Totale coalizione                | 215 435   | 8,90  | 3  |  |  |  |  |  |
|                               | Rivoluzione Civile               | 65 547    | 2,71  | –  |  |  |  |  |  |
|                               | Fare per Fermare il Declino      | 20 363    | 0,84  | –  |  |  |  |  |  |
|                               | CasaPound                        | 12 090    | 0,50  | –  |  |  |  |  |  |
|                               | Amnistia Giustizia Libertà       | 8 333     | 0,34  | –  |  |  |  |  |  |
|                               | Forza Nuova                      | 8 288     | 0,34  | –  |  |  |  |  |  |
|                               | Partito Comunista dei Lavoratori | 7 990     | 0,33  | –  |  |  |  |  |  |
|                               | Fiamma Tricolore                 | 5 734     | 0,24  | –  |  |  |  |  |  |
|                               | Liberali per l'Italia - PLI      | 4 915     | 0,20  | –  |  |  |  |  |  |
|                               | Movimento Progetto Italia - MID  | 2 079     | 0,09  | –  |  |  |  |  |  |
|                               | Unione Popolare                  | 1 475     | 0,06  | –  |  |  |  |  |  |
|                               | Staminali d'Italia               | 586       | 0,02  | –  |  |  |  |  |  |
| Totale                        | Totale                           | 2 421 054 | 100   | 42 |  |  |  |  |  |
|                               |                                  |           |       |    |  |  |  |  |  |
| Voti non validi               | Voti non validi                  | 62 861    | 2,53  |    |  |  |  |  |  |
| Votanti                       | Votanti                          | 2 483 915 | 77,56 |    |  |  |  |  |  |
| Elettori                      | Elettori                         | 3 202 373 |       |    |  |  |  |  |  |
|                               |                                  |           |       |    |  |  |  |  |  |
| Fonte: Ministero dell'interno |                                  |           |       |    |  |  |  |  |  |

#### Eletti
| Partito Democratico | Movimento 5 Stelle | Il Popolo della Libertà |
| --- | --- | --- |
| | | |
| - → Pier Luigi Bersani - Enrico Gasbarra - Stefano Fassina - Marietta Tidei - Ileana Argentin - Paolo Gentiloni - Micaela Campana - Michele Pompeo Meta - Umberto Marroni - Matteo Orfini - Marianna Madia - Roberto Morassut - Gianni Cuperlo - Renzo Carella - Roberto Giachetti - Marco Miccoli - Maria Coscia - Francesco Saverio Garofani - Lorenza Bonaccorsi - Monica Gregori - Marta Leonori - Andrea Ferro | - Federica Daga - Marta Grande - Roberta Lombardi - Alessandro Di Battista - Adriano Zaccagnini - Carla Ruocco - Stefano Vignaroli - Massimo Enrico Baroni | - → Angelino Alfano - Fabrizio Cicchitto - Renata Polverini - Sestino Giacomoni - Beatrice Lorenzin - Gianfranco Sammarco - Eugenia Roccella |
| Sinistra Ecologia Libertà | Scelta Civica | Fratelli d'Italia |
| | | |
| - → Nichi Vendola - Massimiliano Smeriglio - Sergio Boccadutri - Ileana Piazzoni | - Mario Marazziti - Domenico Rossi | - → Giorgia Meloni - Fabio Rampelli |
| - → Nichi Vendola - Massimiliano Smeriglio - Sergio Boccadutri - Ileana Piazzoni | Unione di Centro | - → Giorgia Meloni - Fabio Rampelli |
| - → Nichi Vendola - Massimiliano Smeriglio - Sergio Boccadutri - Ileana Piazzoni | | - → Giorgia Meloni - Fabio Rampelli |
| - → Nichi Vendola - Massimiliano Smeriglio - Sergio Boccadutri - Ileana Piazzoni | - Paola Binetti | - → Giorgia Meloni - Fabio Rampelli |

1. ↑  Opta per la circoscrizione Lombardia 1
2. ↑  Opta per la circoscrizione Piemonte 1
3. ↑  Opta per la circoscrizione Puglia
4. ↑  Opta per la circoscrizione Lombardia 3

## Dal 2017

### Collegi elettorali

#### Dal 2017 al 2020
Alla circoscrizione sono attribuiti 38 seggi: 14 sono assegnati mediante sistema maggioritario, in altrettanti collegi uninominali; 24 mediante sistema proporzionale, all'interno di tre collegi plurinominali.
| Collegi plurinominali | Collegi plurinominali | Collegi uninominali |
| --------------------- | --------------------- | --- |
|                       | Lazio 1 - 01          | - 01 - Roma - Trionfale - 02 - Roma - Montesacro - 03 - Roma - Castel Giubileo - 04 - Roma - Collatino - 05 - Roma - Torre Angela |
|                       | Lazio 1 - 02          | - 06 - Roma - Tuscolano - 08 - Roma - Ardeatino - 09 - Roma - Fiumicino - 10 - Roma - Gianicolense - 11 - Roma - Primavalle       |
|                       | Lazio 1 - 03          | - 07 - Roma - Pomezia - 12 - Guidonia Montecelio - 13 - Velletri - 14 - Marino                                                    |

#### Dal 2020
In seguito alla riforma costituzionale del 2020 in tema di riduzione del numero dei parlamentari, alla circoscrizione sono attribuiti 24 seggi: 9 sono assegnati mediante sistema maggioritario, in altrettanti collegi uninominali; 15 mediante sistema proporzionale, all'interno di tre collegi plurinominali.
| Collegi plurinominali | Collegi plurinominali | Collegi uninominali                                                              |
| --------------------- | --------------------- | -------------------------------------------------------------------------------- |
|                       | Lazio 1 - 01          | - 01 - Roma - Municipio I - 02 - Roma - Municipio III - 03 - Roma - Municipio V  |
|                       | Lazio 1 - 02          | - 04 - Roma - Municipio VII - 08 - Velletri - 09 - Guidonia Montecelio           |
|                       | Lazio 1 - 03          | - 05 - Roma - Municipio X - 06 - Roma - Municipio XI - 07 - Roma - Municipio XIV |

### XVIII legislatura

#### Risultati elettorali
|                            | Lega                                        | 235 501   | 11,61 | 3  | 662 995   | 32,70 | 3  |  |  |
|                            | Forza Italia                                | 234 140   | 11,55 | 3  | 662 995   | 32,70 | 3  |  |  |
|                            | Fratelli d'Italia                           | 180 203   | 8,89  | 3  | 662 995   | 32,70 | 3  |  |  |
|                            | Noi con l'Italia – UDC                      | 13 151    | 0,65  | –  | 662 995   | 32,70 | 3  |  |  |
|                            | Movimento 5 Stelle                          | 658 475   | 32,47 | 9  | 658 475   | 32,47 | 7  |  |  |
|                            | Partito Democratico                         | 417 413   | 20,59 | 6  | 517 040   | 25,50 | 4  |  |  |
|                            | +Europa                                     | 81 379    | 4,01  | –  | 517 040   | 25,50 | 4  |  |  |
|                            | Italia Europa Insieme                       | 10 369    | 0,51  | –  | 517 040   | 25,50 | 4  |  |  |
|                            | Civica Popolare                             | 7 879     | 0,39  | –  | 517 040   | 25,50 | 4  |  |  |
|                            | Liberi e Uguali                             | 83 766    | 4,13  | 1  | 83 766    | 4,13  | –  |  |  |
|                            | Potere al Popolo!                           | 35 680    | 1,76  | –  | 35 680    | 1,76  | –  |  |  |
|                            | CasaPound                                   | 32 332    | 1,59  | –  | 32 332    | 1,59  | –  |  |  |
|                            | Il Popolo della Famiglia                    | 11 407    | 0,56  | –  | 11 407    | 0,56  | –  |  |  |
|                            | Partito Comunista                           | 11 192    | 0,55  | –  | 11 192    | 0,55  | –  |  |  |
|                            | Italia agli Italiani (FN - FT)              | 6 800     | 0,34  | –  | 6 800     | 0,34  | –  |  |  |
|                            | 10 Volte Meglio                             | 3 317     | 0,16  | –  | 3 317     | 0,16  | –  |  |  |
|                            | Per una Sinistra Rivoluzionaria (SCR - PCL) | 1 906     | 0,09  | –  | 1 906     | 0,09  | –  |  |  |
|                            | Lista del Popolo per la Costituzione        | 1 551     | 0,08  | –  | 1 551     | 0,08  | –  |  |  |
|                            | Blocco Nazionale per le Libertà (DC - IR)   | 1 185     | 0,06  | –  | 1 185     | 0,06  | –  |  |  |
| Totale                     | Totale                                      | 2 027 646 | 100   | 25 | 2 027 646 | 100   | 14 |  |  |
|                            |                                             |           |       |    |           |       |    |  |  |
| Schede bianche             | Schede bianche                              | 20 104    | 0,97  |    |           |       |    |  |  |
| Schede nulle               | Schede nulle                                | 34 609    | 1,66  |    |           |       |    |  |  |
| Votanti                    | Votanti                                     | 2 082 359 | 71,23 |    |           |       |    |  |  |
| Elettori                   | Elettori                                    | 2 923 254 |       |    |           |       |    |  |  |
|                            |                                             |           |       |    |           |       |    |  |  |
| Fonte: Camera dei deputati |                                             |           |       |    |           |       |    |  |  |

#### Eletti

##### Eletti nei collegi uninominali
Eletti nella coalizione di centro-destra (Lega - FI - FdI - NCI-UDC)
     Eletti nel Movimento 5 Stelle
     Eletti nella coalizione di centro-sinistra (PD - +EUR - Insieme - CP)
| Collegio uninominale    | Eletto            | Eletto                  | Partito |
| ----------------------- | ----------------- | ----------------------- | ------- |
| 1. Roma-Trionfale       |                   | Paolo Gentiloni Silveri | PD      |
| 1. Roma-Trionfale       | Roberto Gualtieri |                         | PD      |
| 1. Roma-Trionfale       | Cecilia D'Elia    |                         | PD      |
| 2. Roma-Montesacro      |                   | Maria Anna Madia        | PD      |
| 3. Roma-Castel Giubileo |                   | Annagrazia Calabria     | FI      |
| 4. Roma-Collatino       |                   | Massimiliano De Toma    | M5S     |
| 5. Roma-Torre Angela    |                   | Lorenzo Fioramonti      | M5S     |
| 6. Roma-Tuscolano       |                   | Felice Mariani          | M5S     |
| 7. Roma-Pomezia         |                   | Marco Bella             | M5S     |
| 8. Roma-Ardeatino       |                   | Patrizia Prestipino     | PD      |
| 9. Roma-Fiumicino       |                   | Emilio Carelli          | M5S     |
| 10. Roma-Gianicolense   |                   | Riccardo Magi           | +E      |
| 11. Roma-Primavalle     |                   | Emanuela Del Re         | M5S     |
| 11. Roma-Primavalle     |                   | Andrea Casu             | PD      |
| 12. Guidonia Montecelio |                   | Sebastiano Cubeddu      | M5S     |
| 13. Velletri            |                   | Marco Silvestroni       | FdI     |
| 14. Marino              |                   | Maria Spena             | FI      |

1. ↑  Dimissionario in data 02.12.2019 (assume la carica di Commissario europeo per gli affari economici e monetari).
2. ↑  Dal 04.03.2020 (eletto in seguito a elezioni suppletive); dimissionario in data 04.11.2021 (assume la carica di Sindaco di Roma).
3. ↑  Dal 19.01.2022 (eletta in seguito a elezioni suppletive).
4. ↑  In data 09.01.2020 aderisce al gruppo misto, non iscritti; in data 19.03.2021 a Fratelli d'Italia.
5. ↑  In data 07.01.2020 aderisce al gruppo misto, non iscritti; in data 10.03.2021 alla componente «Facciamo Eco - Federazione dei Verdi»; in data 29.07.2021 torna nei non iscritti; in data 1º agosto 2021 aderisce alla componente «MAIE-PSI-Facciamoeco».
6. ↑  In data 21.04.2021 aderisce al gruppo Lega - Salvini Premier.
7. ↑  In data 02.02.2021 aderisce al gruppo misto, non iscritti; in data 08.06.2021 a Coraggio Italia; in data 23.06.2022 torna nel gruppo misto, non iscritti; in data 12.07.2022 aderisce al gruppo Insieme per il Futuro.
8. ↑  In data 26.11.2020 aderisce alla componente «Azione-+Europa-Radicali Italiani».
9. ↑  Dimissionaria in data 30.06.2021 (assume la carica di Rappresentante speciale dell'Unione europea per il Sahel).
10. ↑  Dal 08.10.2021 (eletto in seguito a elezioni suppletive).

##### Eletti nei collegi plurinominali
| Collegio plurinominale | M5S                                                         | Partito Democratico                        | Lega                   | Forza Italia        | Fratelli d'Italia       | Liberi e Uguali   |
| ---------------------- | ----------------------------------------------------------- | ------------------------------------------ | ---------------------- | ------------------- | ----------------------- | ----------------- |
| Collegio plurinominale |                                                             |                                            |                        |                     |                         |                   |
| Lazio 1 - 01           | - Carla Ruocco - Massimo Enrico Baroni - Vittoria Baldino   | - Luciano Nobili - Flavia Piccoli Nardelli | - Giuseppe Basini      | - Andrea Ruggieri   | - Federico Mollicone    | –                 |
| Lazio 1 - 02           | - Federica Daga - Manuel Tuzi - Angela Salafia              | - Matteo Orfini - Michele Anzaldi          | - Barbara Saltamartini | - Antonio Angelucci | - Maria Teresa Bellucci | - Stefano Fassina |
| Lazio 1 - 03           | - Stefano Vignaroli - Francesca Flati - Francesco Silvestri | - Roberto Morassut - Micaela Campana       | - Sara De Angelis      | - Sestino Giacomoni | - Fabio Rampelli        | -                 |

1. 1 2 3  In data 21.06.2022 aderisce al gruppo Insieme per il Futuro.
2. ↑  In data 19.02.2021 aderisce al gruppo misto, non iscritti; in data 23.02.2021 alla componente «L'Alternativa c'è»; in data 28.10.2021 torna nei non iscritti; in data 27.04.2022 torna nella componente «Alternativa».
3. 1 2  In data 19.09.2019 aderisce al gruppo Italia Viva - Italia C'è.

### XIX legislatura

#### Risultati elettorali
|                               | Fratelli d'Italia                                       | 536 350   | 29,73 | 4  | 732 552   | 40,61 | 7 |  |  |
|                               | Lega per Salvini Premier                                | 94 391    | 5,23  | 1  | 732 552   | 40,61 | 7 |  |  |
|                               | Forza Italia                                            | 91 654    | 5,08  | 1  | 732 552   | 40,61 | 7 |  |  |
|                               | Noi Moderati                                            | 10 157    | 0,56  | –  | 732 552   | 40,61 | 7 |  |  |
|                               | Partito Democratico - Italia Democratica e Progressista | 388 021   | 21,51 | 4  | 538 645   | 29,86 | 2 |  |  |
|                               | Alleanza Verdi e Sinistra                               | 78 147    | 4,33  | 1  | 538 645   | 29,86 | 2 |  |  |
|                               | +Europa                                                 | 61 931    | 3,43  | –  | 538 645   | 29,86 | 2 |  |  |
|                               | Impegno Civico – Centro Democratico                     | 10 546    | 0,58  | –  | 538 645   | 29,86 | 2 |  |  |
|                               | Movimento 5 Stelle                                      | 266 211   | 14,76 | 2  | 266 211   | 14,76 | – |  |  |
|                               | Azione - Italia Viva                                    | 169 596   | 9,40  | 2  | 169 596   | 9,40  | – |  |  |
|                               | Unione Popolare                                         | 32 932    | 1,83  | –  | 32 932    | 1,83  | – |  |  |
|                               | Italexit                                                | 28 074    | 1,56  | –  | 28 074    | 1,56  | – |  |  |
|                               | Italia Sovrana e Popolare                               | 22 858    | 1,27  | –  | 22 858    | 1,27  | – |  |  |
|                               | Vita                                                    | 9 379     | 0,52  | –  | 9 379     | 0,52  | – |  |  |
|                               | Alternativa per l'Italia (PdF - Exit)                   | 2 346     | 0,13  | –  | 2 346     | 0,13  | – |  |  |
|                               | Partito della Follia Creativa                           | 1 419     | 0,08  | –  | 1 419     | 0,08  | – |  |  |
| Totale                        | Totale                                                  | 1 804 012 | 100   | 15 | 1 804 012 | 100   | 9 |  |  |
|                               |                                                         |           |       |    |           |       |   |  |  |
| Schede bianche                | Schede bianche                                          | 14 746    | 0,80  |    |           |       |   |  |  |
| Schede nulle                  | Schede nulle                                            | 35 337    | 1,91  |    |           |       |   |  |  |
| Votanti                       | Votanti                                                 | 1 854 085 | 64,65 |    |           |       |   |  |  |
| Elettori                      | Elettori                                                | 2 867 859 |       |    |           |       |   |  |  |
|                               |                                                         |           |       |    |           |       |   |  |  |
| Data: 25 settembre 2022       |                                                         |           |       |    |           |       |   |  |  |
| Fonte: Ministero dell'interno |                                                         |           |       |    |           |       |   |  |  |

#### Eletti

##### Eletti nei collegi uninominali
Eletti nella coalizione di centro-sinistra (PD-IDP - AVS - +E - IC-CD)
     Eletti nella coalizione di coalizione di centro-destra (FdI - LSP - FI - NM)
| Collegio uninominale      | Eletto | Eletto                  | Partito |
| ------------------------- | ------ | ----------------------- | ------- |
| 01 - Roma - Municipio I   |        | Paolo Ciani             | DemoS   |
| 02 - Roma - Municipio III |        | Simonetta Matone        | LSP     |
| 03 - Roma - Municipio V   |        | Fabio Rampelli          | FdI     |
| 04 - Roma - Municipio VII |        | Roberto Morassut        | PD      |
| 05 - Roma - Municipio X   |        | Alessandro Battilocchio | FI      |
| 06 - Roma - Municipio XI  |        | Luciano Ciocchetti      | FdI     |
| 07 - Roma - Municipio XIV |        | Federico Freni          | LSP     |
| 08 - Velletri             |        | Antonio Tajani          | FI      |
| 09 - Guidonia Montecelio  |        | Alessandro Palombi      | FdI     |

##### Eletti nei collegi plurinominali
| Collegio plurinominale | Fratelli d'Italia                      | Partito Democratico-IDP           | Movimento 5 Stelle    | Azione - Italia Viva | Forza Italia    | Lega per Salvini Premier | Alleanza Verdi e Sinistra |
| ---------------------- | -------------------------------------- | --------------------------------- | --------------------- | -------------------- | --------------- | ------------------------ | ------------------------- |
| Collegio plurinominale |                                        |                                   |                       |                      |                 |                          |                           |
| Lazio 1 - 01           | - Federico Mollicone                   | - Andrea Casu - Nicola Zingaretti | -                     | - Roberto Giachetti  | -               | -                        | - Filiberto Zaratti       |
| Lazio 1 - 02           | - Maria Teresa Bellucci - Andrea Volpi | - Michela Di Biase                | - Alfonso Colucci     | -                    | - Paolo Barelli | - Antonio Angelucci      | -                         |
| Lazio 1 - 03           | - Angelo Rossi                         | - Claudio Mancini                 | - Francesco Silvestri | - Maria Elena Boschi | -               | -                        | -                         |

1. ↑  Dimissionario in data 09.07.2024 (incompatibile con la carica di europarlamentare). Lo stesso giorno gli subentra Patrizia Prestipino.